# Château du Montellier
Pour les articles homonymes, voir Montellier.
Le château du Montellier est un ancien château fort à motte, des XIIIe et XIVe siècles remanié aux XVIe et XVIIe siècles, qui se dresse sur la commune du Montellier dans le département de l'Ain en région Auvergne-Rhône-Alpes. Le château fut le centre de la seigneurie du Montellier érigée en 1588 en marquisat.
Le château fait l’objet d’un classement au titre des monuments historiques par décret du 17 juin 2003.

## Localisation
Le château du Montellier est situé dans le département français de l'Ain sur la commune du Montellier, à 1 kilomètre au nord du bourg.

## Historique
Une famille du Montellier, vassaux des sires de Thoire-Villars est connue depuis la fin du XIIe siècle. Le « château et poype » sont cités pour la première fois en 1227.
La seigneurie du Montellier fut d'abord la possession des gentilshommes qui en portaient le nom et dont les plus anciens connus sont : Bermond de Montellier, vivant en 1187, Hugues, Berlion et Humbert, vivant en 1235, Guichard, chevalier, en 1264, etc.
Étienne Ier de Thoire-Villars engage l'hommage de cette terre, au mois de novembre 1227, à Humbert V de Beaujeu. Les successeurs d'Étienne confirmèrent cet engagement en 1253 et 1271. Le 24 novembre 1327, Guichard VI de Beaujeu cède au dauphin de Viennois le domaine direct et ses droits de fief sur la poype et le château. Le château n'est cité qu'à la fin du XIIIe ou début XIVe siècle date à laquelle appartiennent les plus anciennes parties visibles.
Les de Montellier s'éteignirent vers 1300, en la personne d'Étienne ou de Berlion, chevalier. Humbert IV, sire de Thoire-Villars, lui succède et transmet le Montellier à Humbert V de Thoire-Villars, qui, après avoir fait rebâtir le château-fort, le donne, le 9 mars 1331, en avancement d'hoirie à Jean de Villars, son fils. En 1327, le sire de Beaujeu avait cédé au dauphin de Viennois ses droits sur la « poype » et le château.
Odes de Villars, chevalier, fils et successeur de Jean, concéda ou confirma, le 22 mai 1347, la justice haute, moyenne et basse sur une grande partie de cette seigneurie, à Guillaume d'Ars, qui devint ainsi coseigneur du Montellier. Les droits de Guillaume d'Ars passèrent, par alliance, d'abord à la famille de Chiel, puis à celle de Grolée, qui les aliéna aux de Montbel, par contrats des 3 juin 1554 et 9 décembre 1588.
Odes de Villars mourut en 1418, sans laisser d'enfant d'Élise de Baux, comtesse d'Avelin et de Beaufort, sa femme. Gui de Montbel lui succède dans la possession du Montellier, qui restera dans sa famille jusqu'à Jacqueline, comtesse d'Entremont, fille unique de Sébastien de Montbel et de Béatrix Pacheco, mariée à Gaspard de Coligny, amiral de France. Béatrix, fille unique et héritière de Jacqueline de Montbel et de Gaspard de Coligny, porta le Montellier en mariage, les 17 juillet et 30 novembre 1600, au baron de Meuillon et de Montauban, grand chambellan de Savoie.
Les enfants du baron de Meuillon prirent le nom de Montbel d'Entremont. Élie-Louis d'Entremont lègue le Montellier à sa nièce Marie-Charlotte de Romilley de la Chesnelaye, femme de Guillaume-François-Antoine de L'Hospital, marquis de Saint-Mesme, dont la fille Charlotte-Sylvie épousa, le 9 novembre 1709, Claude-François-Joseph de Chevriers. Anne-Sylvie-Raymonde de Chevriers reprend le fief du Montellier, en 1772, et le vend, le 4 novembre 1781, moyennant 450 000 livres, à Antoine Greppo, écuyer et avocat du roi, qui en jouissait en 1781. Ancêtre de l’actuel propriétaire.
La seigneurie du Montellier avait été érigée en marquisat, le 1er avril 1583, par Charles-Emmanuel, duc de Savoie, en faveur de Jacqueline de Montbel d'Entremont.

## Description

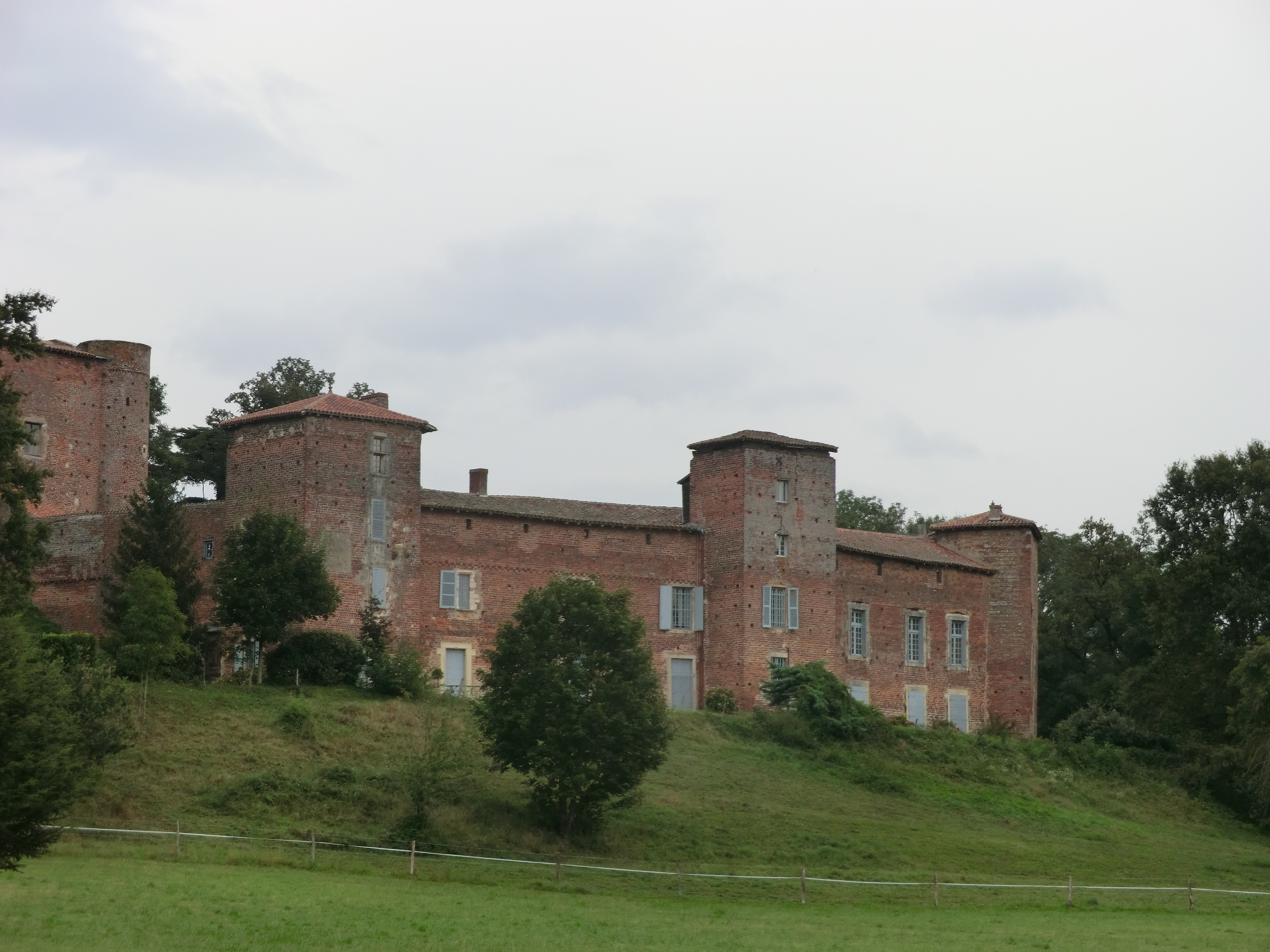
Vue générale du mur d'enceinte.

Au XXIe siècle, les plus anciennes parties visibles du château du Montellier, construit en briques, remontent au XIVe siècle. Derrière un donjon cylindrique dressé au sommet d'un tertre artificiel tronconique, du côté de l'attaque, est construit, à l'est, en enfilade un logis trapézoïdal élevé sur une plate-forme surélevée flanqué de deux tours rondes. La base de ces murs est défendue par des fausses-braies.
L'enceinte extérieure, édifiée vers 1330, précédée de fossé et que flanquent des tours carrées délimite une vaste basse-cour. Côté sud une salle d'apparat ainsi qu'une chapelle sont adossés à l'enceinte.